# Mario Abbade
Mario Abbade (Rio de Janeiro, 22 de maio de 1965) é um jornalista, crítico de cinema, escritor, professor, pesquisador e cineasta brasileiro.

## Carreira
Abbade começou a atuar no campo do audiovisual ainda no início dos anos 1990, como colunista de revistas de cinema e roteirista de peças publicitárias.
Nos anos 2000, voltou-se para o universo da cultura pop, assinando uma coluna no blog Jovem Nerd. Nesta mesma época, criou seu famoso personagem Fanaticc, uma figura propositalmente grosseira, arrogante e antipática, através do qual fazia críticas ao sexismo e outros preconceitos a partir da fórmula de sucesso do seriado de TV Batman, dos anos 1960. Na pele de Fanaticc, Mario concedeu uma entrevista a Jô Soares em seu programa Jô Soares Onze e Meia.
Em 2005, fundou o portal de cultura pop e cinema Almanaque Virtual e, no final de 2008, encerra sua parceria com o Jovem Nerd.

### Crítico de Cinema
Como crítico de cinema atuou no site Omelete de 2004 a 2006 e no Jornal do Brasil de 2007 a 2008. Atualmente, tem seus textos publicados em veículos como o jornal O Globo e, atualmente, é também apresentador da coluna semanal “Pensando em Cinema” na TV Bandeirantes e da rádio BandNews Rio FM.
Também exerce as funções de curador de mostras cinematográficas, tendo feito a curadoria das mostras que reuniram a obra de David Lynch, John Waters, Dario Argento, John Carpenter, Neville D’Almeida, Carlos Reichenbach e George A. Romero, e em torno de James Dean, Frank Sinatra, Kirk Douglas, Warren Beatty, Paul Newman, Steve McQueen e Marilyn Monroe, além das retrospectivas sobre os temas “Jornada nas Estrelas”, “A Era Disco no Cinema”, “Rock Terror”, “Alusões Homoeróticas do Cinema Clássico”, “Nos Embalos de uma Parceria: Stigwood, Olivia e Travolta” e “O Jazz vai para Hollywood”.
É professor do curso de cinema da Universidade Estácio de Sá – Campus João Uchoa, Rio de Janeiro.
Integrou o júri da FIPRESCI (Federação Internacional de Críticos de Cinema) nos festivais do Rio, de Montreal, Havana, Palm Springs, São Francisco, Dubai, entre outros. Em 2015, através da mesma federação, presidiu o Júri da Crítica do Festival de Cannes e, em 2018, o Júri da Crítica do Festival de Berlim.
Foi presidente, por dois mandatos, da Associação de Críticos de Cinema do Rio de Janeiro (ACCRJ), filiada à Federação Internacional de Críticos de Cinema (FIPRESCI), e organiza a Mostra Melhores Filme do Ano da ACCRJ desde 2008.
Em 2016 idealizou o festival “Rio Fantastik Festival – Festival Internacional de Cinema Fantástico do Rio de Janeiro”, que, desde então, já exibiu uma média de 90 filmes, entre longas e curtas-metragens.
Em 2017 estreou como documentarista com o longa-metragem Neville D’Almeida – Cronista da Beleza e do Caos,
presente em diversos festivais, como o Festival Internacional de Cinema de Roterdã de 2018, Mostra de São Paulo 2018, Festival de Vitória 2018, Festival Cineuropa em Santiago de Compostela (Espanha) 2019 e o É Tudo Verdade - Festival Internacional de Documentários. O longa recebeu diversos prêmios, entre os quais, “Award of Merit” para documentário longa-metragem do Impact Docs e o Golden Award do Jakarta Film Festival na categoria Diretor de Documentário Internacional.
Em 2020, estreou na ficção dirigindo, roteirizando e produzindo o curta “O amor agora é a poeira das estrelas de ontem...” que foi selecionado em nove festivais internacionais, entre eles o qFlix Worcester 2020 - News England's LGBTQ+ Film Festival, Omovies Film Festival - International LGBT and Questioning Film Festival 2020 e East Europe International Film Festival 2020. O curta foi premiado com “Award of Merit Special Mention” por curta-metragem e filme LGBT no Best Shorts 2020, com “Award of Excellence” no One-Reeler Short Films 2020, com “Exceptional Merit” no LGBTQ Unbordered International Film Festival 2020, com o “Best of Show” no So You Think You Direct Act Competition 2020, Semi-Finalist no Jelly Film Festival 2020 e “Award of Merit” por curta-metragem e filme LGBT no Accolade Global Film Competition 2020.
Em 2020, também dirigiu, roteirizou e produziu o documentário “Ivan, O TerrirVel” sobre o cineasta Ivan Cardoso, que foi selecionado para 11 festivais internacionais, entre eles o Fantasia International Film Festival 2020, Ravenheart International Film Festival 2020, MotelX – Lisbon International Horror Film Festival 2020,  Seattle Latino Film Festival 2020, iHorror Film Festival 2020, Los Angeles Brazilian Film Festival 2020, East Europe International Film Festival 2020. O filme ganhou quatro prêmios internacionais: “Award of Recognition” por longa-metragem em documentário e direção no Impact Docs 2020, melhor Edição, Uso de Material de Arquivo e Montagem no Lonely Wolf London International Film Festival 2020, “Award of Recognition” por longa-metragem em documentário e direção no Accolade Global Film Competition e de melhor documentário no Festival de Sitges 2020, o mais importante festival de cinema fantástico do mundo. No Brasil, ganhou o prêmio Especial do Júri no Festival de Brasília do Cinema Brasileiro de 2020.

### Livros
Em 2016, lançou o livro A Primeira e Única New York City – A Discoteca que Iniciou a Era Disco no Brasil, em parceria com o crítico de cinema Celso Rodrigues Ferreira Júnior, sobre a primeira discoteca brasileira, inaugurada em 1976 em Ipanema, Zona Sul do Rio de Janeiro. Abbade ainda editou e organizou os livros “John Carpenter – O Medo É Só o Começo” (2012), “O Último Durão – Centenário Kirk Douglas” (2016) e “Marilyn Monroe – A Maior Estrela de Hollywood” (2020).
Em 2019, Mario  e Celso reeditaram a parceria e lançaram “O Mitômano”, a sua primeira ficção, uma comédia romântica inspirada nas peripécias de um grande mentiroso chamado Frank. 
Em 2020, lançou o livro “Mcqueen – Procurado Vivo ou Morto”, sobre a série de televisão americana estrelada por Steve McQueen, no papel do caçador de recompensas Josh Randall. Foi ao ar na CBS por três temporadas, de 1958 a 1961. O seriado fez de McQueen, conhecido pela marca de "cool” (legal) no universo do entretenimento, a primeira estrela da televisão que se tornou um astro do cinema mundial.

## Filmografia
- 2017 - Neville D’Almeida – Cronista da Beleza e do Caos

## Prêmios e Indicações
| Ano  | Festival              | Prêmio         | Categoria                             | Trabalho                                         | Resutado | Ref.         |
| ---- | --------------------- | -------------- | ------------------------------------- | ------------------------------------------------ | -------- | ------------ |
| 2018 | Impact Docs 2018      | Award of Merit | Documentário Internacional            | Neville D’Almeida – Cronista da Beleza e do Caos | Venceu   | [ 10 ] [ 6 ] |
| 2018 | Jakarta Film Festival | Golden Award   | Diretor de Documentário Internacional | Neville D’Almeida – Cronista da Beleza e do Caos | Venceu   | [ 7 ]        |